# Bilmacký rajón
Bilmacký rajón (ukrajinsky Більмацький район, do roku 2016 Kujbyševský rajón) byl rajón v Záporožské oblasti na Ukrajině. Hlavním městem byla Kamjanka a rajón měl přibližně 21 tisíc obyvatel. 

## Sídla v rajónu
- Kamjanka - do roku 2021 Bilmak
- Kyrylivka